# 朗特绍
朗特绍（法語：Rantechaux，法語發音：[ʁɑ̃təʃo]）是法国杜省的一个旧市镇，属于蓬塔利耶区。2016年1月1日，朗特绍和相邻的另外5个市镇合并为新市镇莱普勒米耶萨潘（Les Premiers Sapins）。

## 地理
朗特绍（47°6'44"N, 6°22'30"E）面积5.71 平方千米，位于法国勃艮第-弗朗什-孔泰大區杜省，该省份为法国东部内陆省份，北起上索恩省，西接汝拉省，东部及东南部与瑞士接壤，东北部与贝尔福地区省接壤。
与朗特绍接壤的市镇（或旧市镇、城区）包括：埃普努瓦、埃特赖、帕松方丹、旺克朗。
朗特绍的时区为UTC+01:00、UTC+02:00（夏令时）。

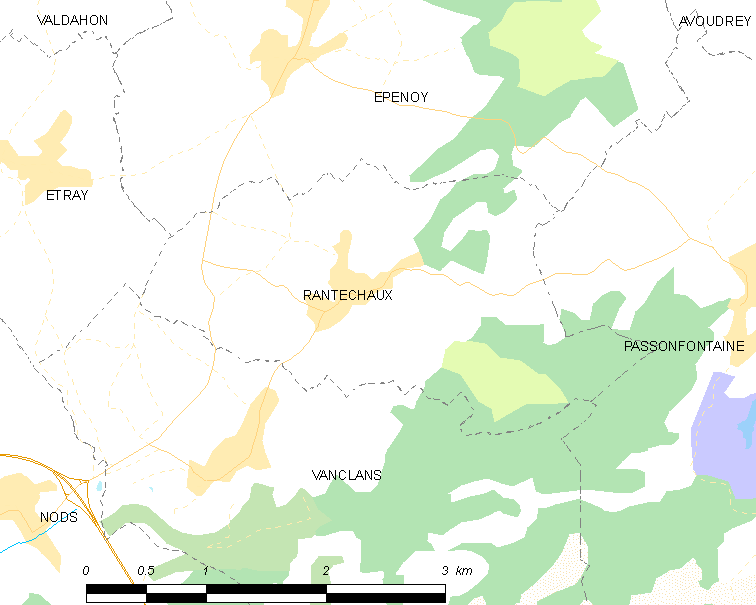
朗特绍的OSM定位图

## 行政
朗特绍的邮政编码为25580，INSEE市镇编码为25480。

## 政治
朗特绍所属的省级选区为瓦尔达翁县。

## 人口

1962-2008年间朗特绍人口变化图示

朗特绍于2018年1月1日时的人口数量为182人。